# إيزابيلا ستاهلين
إيزابيلا ستاهلين دي أغيار (مواليد 10 أغسطس 1992)، الملقبة بـ "بيل"، هي لاعبة كرة قدم برازيلية محترفة لعبت كمدافعة لفريق النصر في الدوري السعودي الممتاز للسيدات.

## المسيرة مع الأندية
بدأت إيزابيلا لعب كرة القدم في سن 14 عامًا، ولعبت كرة الصالات منذ عام 2013 مع فريق "فينينو"، والذي كان يُعرف في عام 2020 باسم فيغيرينسي/باولا راموس.

### النصر
في عام 2022، انضمت إيزابيلا إلى فريق النصر حديث التأسيس للمشاركة في النسخة الأولى من الدوري السعودي الممتاز للسيدات.
في 19 نوفمبر 2022، سجلت هدفها الأول ضد شعلة الشرقية في الدقيقة 58. كما سجلت هدف التعادل في المباراة النهائية ضد اليمامة قبل أن تحرز منيرة الحمدان هدف الفوز للنصر ليحصد اللقب الأول للدوري السعودي الممتاز للسيدات.

## المسيرة الدولية
مثلت إيزابيلا منتخب البرازيل لكرة القدم 7 لاعبات في بطولة كأس العالم للسيدات في روما، إيطاليا.

## الألقاب
النصر
- الدوري السعودي الممتاز للسيدات: 2022–23،
2023–24